# Minonk (Illinois)
Roanoke – miasto w Stanach Zjednoczonych, w stanie Illinois, w hrabstwie Woodford.